# 森林再生

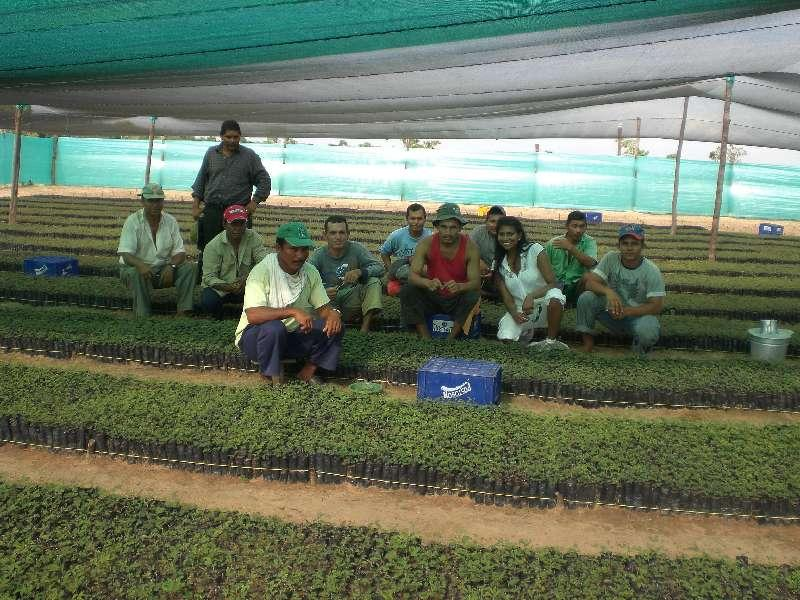
コロンビアのビチャーダ県にある、Planeta Verde Reforestación S.A. の熱帯養樹園

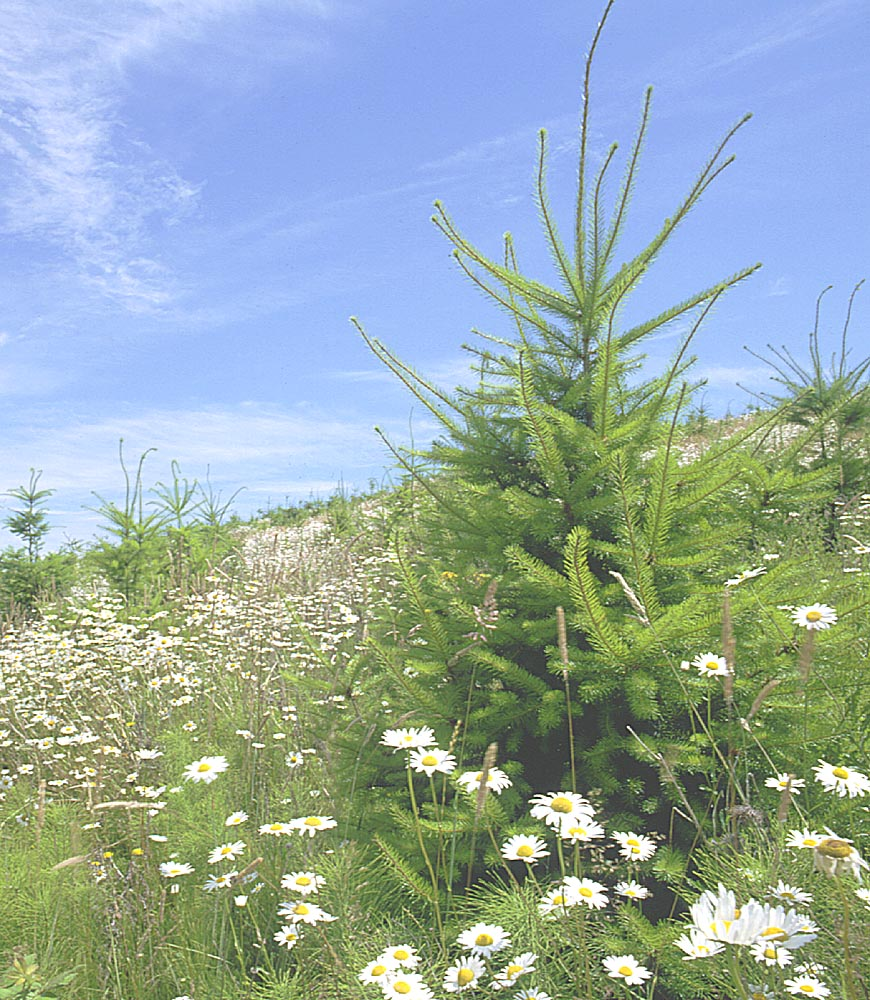
再造林して15年になる区画地

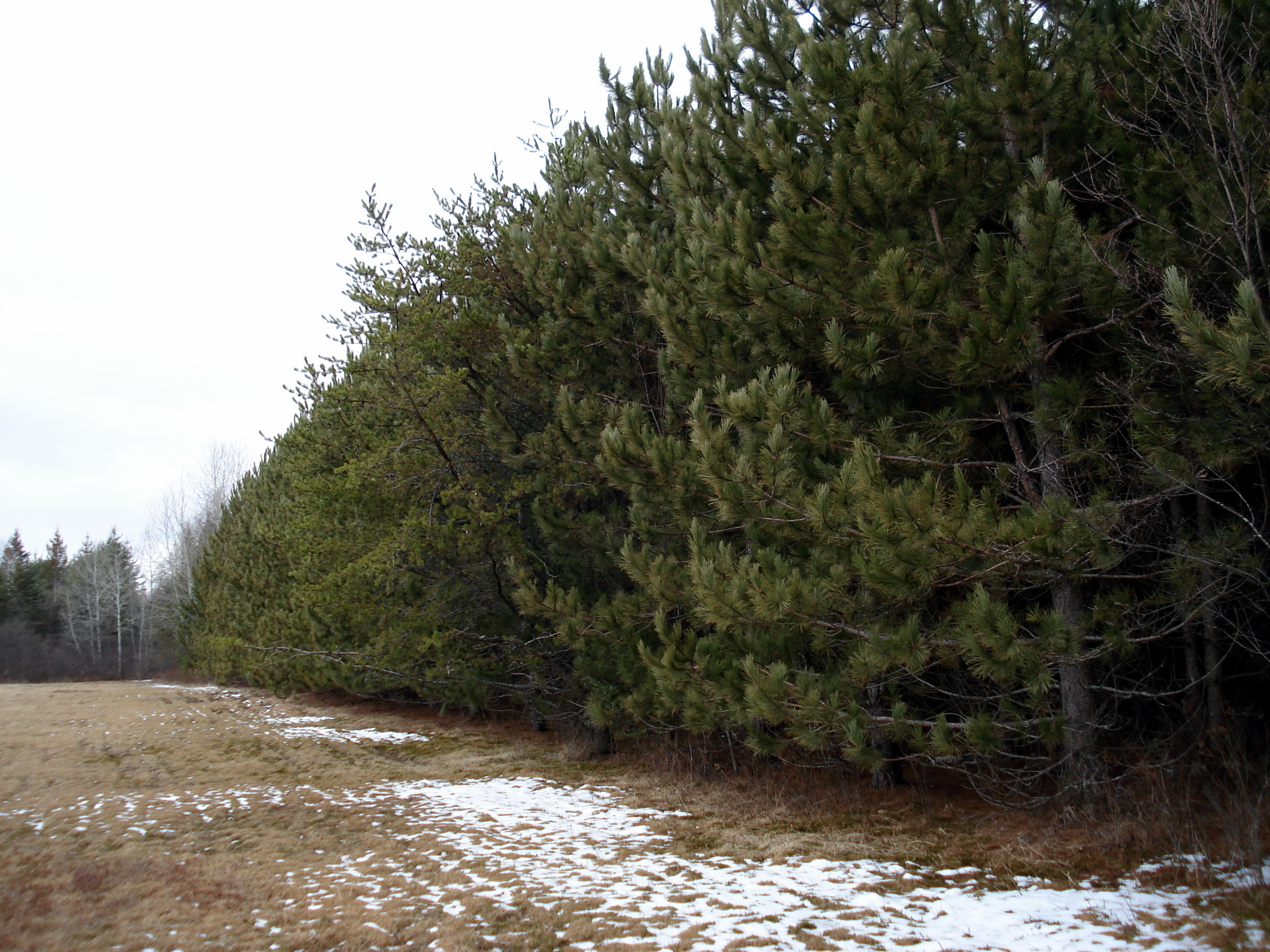
南オンタリオにある21年目のレッドパインの植林地

森林再生（しんりんさいせい、reforestation ）とは、主に森林破壊や 森林伐採によって激減しつつある森と林を、自然にまたは意図して回復させることである。
森林再生は、空気中の汚染物と塵を吸収させ、自然の生息地・生態系を立て直し、大気中の二酸化炭素の生物学的隔離により地球温暖化を緩和させることで、森林減少の影響を打ち消して正すために、そして資源用にとりわけ材木を得たり、非木材林産物を収穫したりして、人の生活の質を高ために、行われる。21世紀に入ってからは、気候変動を緩和するための最善策の一つとして、大いに森林再生が注目されている。これに向けて国際社会は、持続可能な開発目標の15に合意しており、あらゆる森林の持続可能な管理を促し、森林減少を終わらせ、荒廃した森林を復元させ、植林と再造林を増やすとしている。
世界の森林面積の純減は、1990年以降おおむね縮小しているものの、国連森林戦略計画が定めた、2030年までに森林面積を（2017年比）3 パーセント増やすという目標は、達成できそうにない。 一部では森林破壊が行われているが、他の地域では新しい森が、自然な拡大や計画的な取り組みによって樹立されている。その結果として森林面積は、増加が減少に及ばず純減しているが、その純減は、1990年代の年平均780万ヘクタール から、2010年から2020年の年平均470万ヘクタールへと縮小している。世界全体の森林面積は、1990年から2020年にかけて1億7800万ヘクタール純減しており、これはリビアの面積（176万平方キロメートル）に相当する。
日本では農林水産省の説明では、日本の国土の約3分の2は森林で覆われており、1966年から2012年までほぼ横ばいであった。日本はパリ協定達成のために2030年までに2013年比で26％の温室効果ガスを削減する必要があり、そのうち2%を林業で削減しようとしている。
栃木県の足尾銅山による森林破壊、水質汚染、煙害、土壌の流失など、大量の環境・中毒被害が日本で最初の環境社会問題となり、田中正造による銅山操業反対の大運動に発展し、これが渡良瀬遊水池の誕生につながった。公害を解決するために遊水池がつくられたのであるが、いまでは「今日のラムサール条約登録湿地」になっている。植林は深刻な土壌汚染や森林の消失によって植物が育つ土壌が失われ、自然の土地そのものでは回復が困難なため、外部から健全な土壌を導入して人為的に行うものであったが、1897年頃から、かつて禿げた山の約50％が緑に戻っている。

## 都市の森林再生

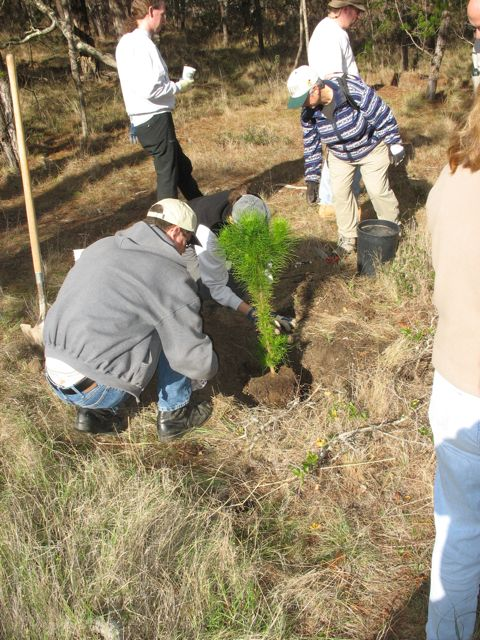
一般的に森林再生は、地域や世界の問題を解決するためにグループが集まり、解決策を見出すための共通手段である。

都市の森林再生とは、都市環境に植樹を行うことであり、通常は大規模に行われる。都市園芸、都市農業も含む場合がある。
都市緑化を植樹として行う理由としては、都市の美化、木陰の増加、都市気候の制御変更、大気質の改善（例えば二酸化炭素を隔離することによって）や自然災害後の都市林の復旧などである。 都市部の森林再生による日陰の増加による太陽からの熱とエアコンを使用する構造物からの熱量から遮断されるためのエネルギーコストの削減にもつながる可能性、雨水を濾過することができる、汚染物質を街路から排除し、その結果水質を改善する、そして野生動物保護のためより多くの生息地を作り出す（特に絶滅危惧種などは）などがある。
都市部の森林再生は、大きな土地を購入して実施する必要はないため、効果的である可能性もある。は都市部の森を再生する。
オーストラリアにはUrban Reforestationという組織は、都市の場所での持続可能な生活に焦点を当てた草の根組織がある。
アメリカ合衆国における大規模な都市型森林再生プログラムとしては、ニューヨーク市のミリオンツリー構想、ロサンゼルスでは、ロサンゼルスオリンピックに向けて100万本を植樹、その後も植樹を継続した「TreePeople」]が挙げられる。2022年、ボストンは市内に樹冠を育てるための新しい林業部門を発表した 。
草の根的な活動としては、街路樹の植栽を提唱するサンフランシスコのフレンズ・オブ・ザ・アーバン・フォレストがある。
カリフォルニア州では、カリフォルニア州森林・防火局（California Department of Forestry and Fire Protection's Urban Forestry）などの政府出資によるプログラムがある。これらは地域の持続可能性だけでなく、長期的なコミュニティのための健康と幸福を提唱しており、この都市森林プログラムも低所得のコミュニティへの援助を求めている。
こんにちの都市はほとんどが気候変動に対抗する手段として、都市部の森林再生を利用する可能性があるが、都市部の森林再生は、エネルギー消費量の削減にも貢献できる。

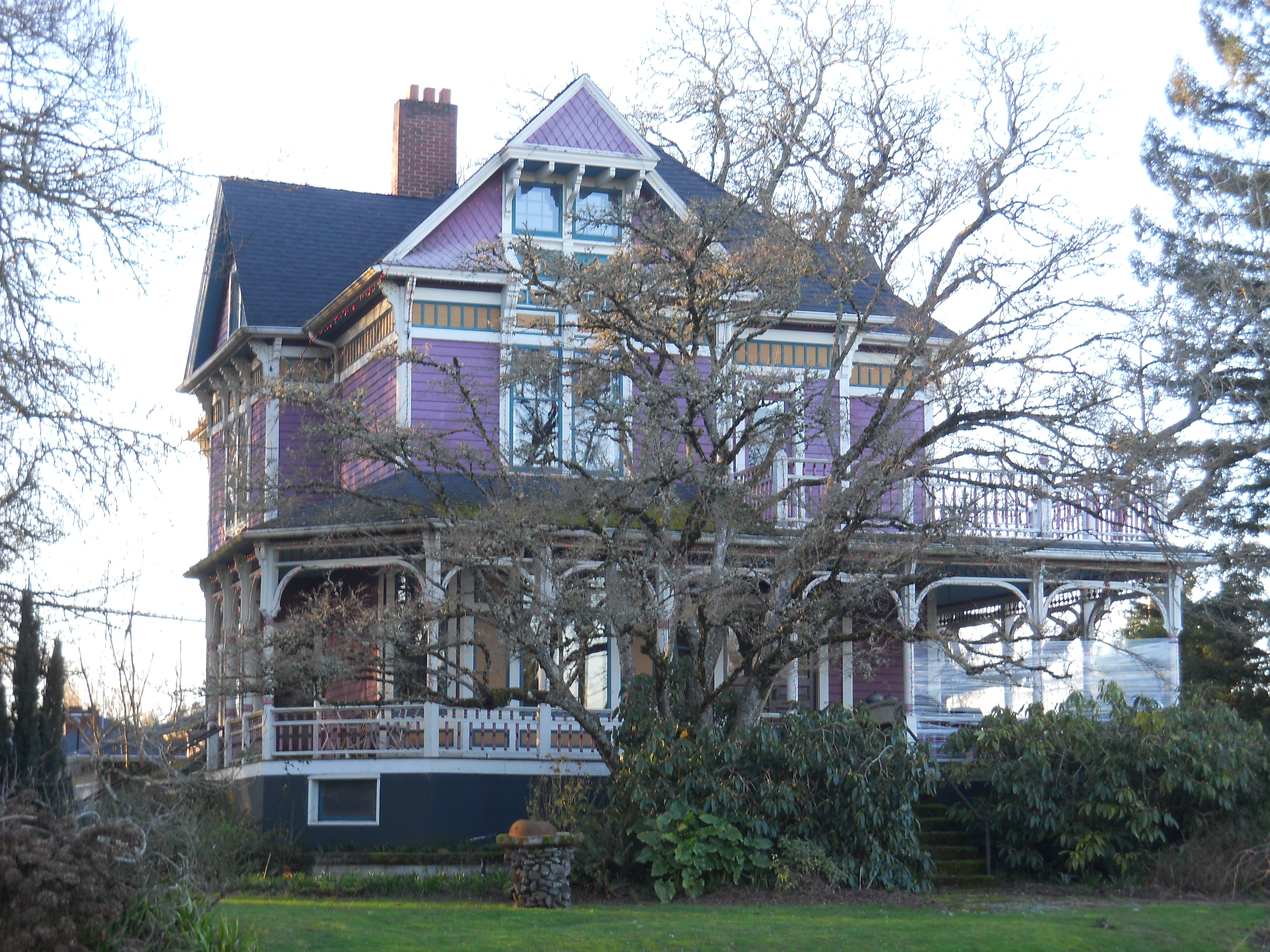
市街地に植えられた木は、人々の好みの変化により撤去されることがある。

ただし、都市部の森林再生活動は、他の目的に使えるはずの資金や都市部の土地を奪い合うことになる。例えば新しい木を植えるために多く労力を割くと、すでに生えている木のメンテナンスがおろそかになってしまう。都市部の森林再生が行われる場所の公平性も問われるかもしれない。都市部の森林再生で植えられた木の分布に不平等嫌悪が生じると、生活の不平等が生じる。また、植えられた木は、都市空間における土地所有者の好みによって、将来撤去されなければならないかもしれないので、木の永続性も問題となる。また、都市部の森林再生プロジェクトは、環境保護団体が計画や意思決定に住民を十分に巻き込んでいない地域、特に白人の環境保護団体が有色人種のコミュニティでプロジェクトを実施している場合、支持を得られないことがあり、このことは環境社会学者でミシガン大学のドセタ・テイラーが2014年に発表した報告書でも指摘されている。
例えば、2011年から2014年にかけて、en:The Greening of Detroitという非営利団体は、デトロイトの樹冠を回復するために数千本の新しい木を植えている。しかし、自宅前の木を無料で提供された住民の約4分の1が、「木を植えない」という要望を提出したのである。彼らは都市林業の利点を認識していたものの、デトロイト出身ではない白人が大半を占める組織のスタッフを信用できなかったのである。また、以前の森林再生プロジェクトでは、市の手入れが不十分で外観や安全性に問題があったため、近所に植えられた木の維持管理を期待しようとしても、植樹内容については十分な発言権がないとも感じていた。住民は、自分で植えるものを選ぶことができるのであれば、無料で木を受け取るという考えにはずっと前向きであった。
日本では横浜国立大学名誉教授で植生生態学者の宮脇昭は、科学的なデータに基づき、数十年後の森林の姿を描きながら木を植えていくべきだと唱えてきた。そして都市における緑化整備の成果を「環境保全林」と呼び、都市部における森林再生に取り組んできた。これについては、1970年代から作成された各地の調査報告や論文、さらには多くの著書で紹介されているほか、現在も使われている「ふるさとの森」という呼称は宮脇が使いはじめたものである。
環境保全林は1972年に当時の新日本製鉄大分製鉄所の工場造園/工場緑化として開始。その後次第に工場用地以外にもいわゆる環境整備の一環として普及する。学校造園としては、1976年には横浜国立大学構内の環境保全林を造成している。
東日本大震災の津波被災地での防潮林づくりなどにも反映されていく。